# هنر مفهوم

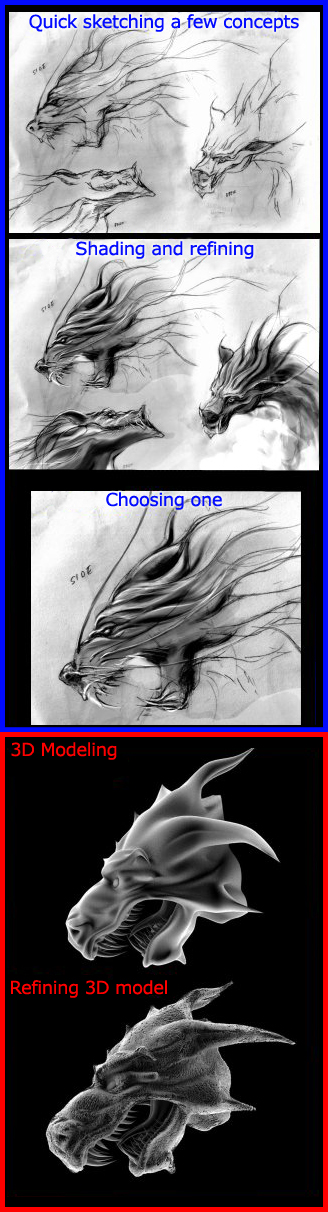

هنر مفهوم یا کانسپت آرت (به انگلیسی: Concept art) فرمی از تصویرسازی است که برای انتقال مفهوم و رساندن یک فکر از آن استفاده می‌شود و در فیلم‌ها، بازی‌های ویدیوئی، انیمیشن یا کتاب‌های تخیلی کمیک کاربرد دارد. هنر مفهومی همچنین به عنوان یک پیشرفت بصری یا طراحی مفهومی نیز برداشت می‌شود، که این واژه برای چیزهای جزئی، مجموعه‌ها، مد، معماری و طراحی‌های صنعتی نیز استفاده می‌شود.

## تاریخچه
کسی که واژهٔ «هنر مفهومی» را مشهور یا ابداع کرده، شاید برای طراحی کمی مبهم است، اگر چه در منابع می‌تواند یافت شود که توسط دیزنی در سال ۱۹۳۰ این واژه استفاده شده است. شاید باری طراحی خودرو در حوزهٔ خود طراهای مفهومی نیز به کار برده می‌شده.

## هنرمندان فلسفی
هنرمند مفهومی فلسفی کسی است یک طراحی بصری را برای یک شیء، یک شخصیت یا یک منطقه که هنوز وجود ندارد، تولید می‌کند.
این‌ها وجود دارند اما فقط محدود به این زمینه‌ها نیست بلکه در زمینه‌های فیلم، انیمیشن و تولیدات بازی‌های ویدیوئی نیز کاربرد دارد.
هنرمند فلسفی برای کارهای هنری مقدماتی یا بخشی از یک تیم خلاق برای رسیدن به پایان کار، باشد در حالی که لازم است مهارت‌های یک هنرمند در زمینهٔ مهارن‌های زیبا را داشته باشد و بتواند در شرایط سخت و محدودیت‌های زمانی یک هنرمند گرافیک نیز فعالیت کند. یک هنرمند فلسفی ممکن است در ابتدا با هنرهای زیبا، طراحی صنعتی وانیمیشن شروع به کار کند.
شرح و تفسیر یک تفکر و ایده و چگونگی فهم آن جایی است که هنرمند فلسفی و خلاقیت وی مشهود می‌شود که از نظر موضوعی از کنترل آن خارج است.

## ماده‌ها
در سال‌های اخیر هنر مفهومی استفاده از تکنولوژی دیجیتالی را در خود پذیرفته. محل تصویر گرافیکی ویراستاری برای نقاشی دیجیتالی به نیست قابل راحت‌تر در دسترس است همان‌طور که برای سخت افزازهایی مانند تبلت‌های گرافیکی که روش‌های کار بهتری را ارائه می‌دهد، و جود دارد؛ که مقدم بر این‌ها راه‌های مرسوم قبلی مانند نقاش روغنی، نقاشی‌های وابسته به اسید اکریلیک، ماژیک هاا و موادها استفاده می‌شده.
به این دلیل بسیاری از پکیج‌های مدرن نقاشی تهیه شده‌اند که به مخلوط کردن رنگ‌ها شباهت داشته باشند همان‌طور که رنگ‌ها روی پردهٔ نقاشی مخلوط می‌شوند. مهارت در کار کردن با ابزارهای قدیمی نقاشی معمولاً باعث برتری هنرمند فلسفی نیست به مهارت او در استفاده از نرم افزاهای مدرن می‌شود.

## مضمون‌ها
هنر مفهومی همیشه موضوع‌های زیادی را پوشش داده است که مقدمه‌ای در پوسترهای فیلم‌ها در همان روزهای اولیه هالیوود بوده است، اما برترین و عریض‌ترین ۲ موضوع آن داستان‌های علمی تخیلی و فانتزی هستند. اگر چه از زمان استفادهٔ اخیر آن در تولیدات بازی‌های ویدیوئی، هنر مفهومی حتی در فوتاب لو مافیا و بیش از این‌ها هم توسعته یافته است.

## سبک‌ها
هنر مفهومی از حالت سبک وار به حالت فتوریلیستیک تغییر یافته. این امر به وسیلهٔ نرم‌افزارهای مخصوص تحقق یافته که هنرمند می‌تواند جزئیات را حتی پیکسلاجرا کند یا بهره بردرای از تنظیمات نقاشی باری نقلیه از نقاشی واقعی. برای انجام کار یک کمپانی معمولاً نیازمند مقدار زیادی مقدمات کاری برای تولید است. پروژهٔ کار کردن یک هنرمند معمولاً یک تغییر و تبدیل عظیم در شرح و تفسیر به وجود می‌آورد که اغلب این‌ها به فرم طراحی کلیات، نقاشی سریع و نقاشی‌های سه بعدی هستند. آثار بعدی هنر مفهومی مثل نقاشی مات و بی جلا به اندازهٔ لازم به‌طور واقعی در حال تولید است.